# Andro Dunos
Andro Dunos (アンドロデュノス, en japonais) est un jeu d'arcade à scrolling horizontal de la famille des shoot 'em up (shmup) développé par Visco et distribué par SNK en 1992 sur Neo-Geo MVS et Neo-Geo AES (NGM / NGH 049),,. Depuis 2020 le jeu est sous licence PixelHeart et bénéficie d'une réédition sur Dreamcast et Neo-Geo (AES, MVS et CD)
Le joueur contrôle un vaisseau de combat futuriste avec différents systèmes d'armement entre lesquels il peut choisir.
En mars 2022, une suite intitulée Andro Dunos II sort sur Steam, Nintendo 3DS, Nintendo Switch, PlayStation 4, puis sur Dreamcast en 2023. Cette suite est développée par Picorinne Soft et éditée par Just for Games et PixelHeart.

## Système de jeu
Les joueurs sont aux commandes d'un nouveau type de vaisseau de combat et envoyés pour mettre fin à une longue guerre contre une race alien.
Le vaisseau possède quatre armes de base qu'il est possible d'améliorer en récupérant des bonus lors de la progression dans les différents niveaux.